# NGC 5035
NGC 5035 је спирална галаксија у сазвежђу Девица која се налази на NGC листи објеката дубоког неба.
Деклинација објекта је - 16° 29' 32" а ректасцензија 13h 14m 49,1s. Привидна величина (магнитуда) објекта NGC 5035 износи 12,8 а фотографска магнитуда 13,7. NGC 5035 је још познат и под ознакама MCG -3-34-28, NPM1G -16.0395, PGC 46068.